# Forcipomyia wygodzinskyi
Forcipomyia wygodzinskyi är en tvåvingeart som beskrevs av Cavalieri 1961. Forcipomyia wygodzinskyi ingår i släktet Forcipomyia och familjen svidknott. Inga underarter finns listade i Catalogue of Life.